# Elecciones parlamentarias de Venezuela de 2005
Las elecciones parlamentarias de Venezuela de 2005  fueron celebradas el domingo 4 de diciembre del 2005 para elegir a los diputados de la Asamblea Nacional para su II legislatura, en el marco del quinquenio constitucional 2006-2011, debiendo suceder a los diputados de la I legislatura, elegida en elecciones extraordinarias en julio del 2000, y este cumplía un mandato provisional de casi seis años. Fueron los primeros comicios parlamentarios celebrados en diciembre bajo la constitución de 1999, así como las segundas elecciones celebradas separadamente de las presidenciales, las cuales no llegarán a coincidir hasta el 2030 según el calendario electoral vigente.
Simultáneamente, en estos comicios se celebró la primera elección de representantes nacionales ante parlamentos supranacionales, en este caso se eligieron 12 diputados para el Parlamento latinoamericano, y 5 diputados para el Parlamento Andino. Dado que la oposición se abstuvo de participar en las elecciones, el oficialismo obtuvo una mayoría calificada en las elecciones.

## Campaña
El 29 de noviembre Acción Democrática decidió retirarse de la contienda electoral alegando falta de confianza en el Consejo Nacional Electoral y faltas de garantías para el voto secreto, a lo cual se sumó el retiro de Copei (que había solicitado posponer las elecciones, lo cual fue rechazado por el Consejo Nacional Electoral) y Primero Justicia. Proyecto Venezuela también decidió no participar en las elecciones retirando sus candidaturas por considerar que el árbitro, en este caso el Consejo Nacional Electoral (CNE), no ofrecía las condiciones mínimas para garantizar el voto secreto en el país y por especulaciones de fraude, aun cuando el CNE anunció el 28 de noviembre el retiro de los cuadernos electrónicos y las máquinas "captahuella", principales críticas de la oposición venezolana. Con esto, del total de 5516 candidaturas presentadas en general —tanto titulares como suplentes—, se retiraron 558 de la oposición.
Por su parte, el gobierno presidido por Hugo Chávez criticó con dureza esta actitud de la oposición y acusó como principal responsable al gobierno de Estados Unidos, que, en su opinión, ordenó a la oposición a no ir a las elecciones, por su deseo de querer desestabilizar al país por medio de un "golpe electoral".

## Resultados
El oficialismo ganó la totalidad de los escaños del parlamento con sus coaliciones electorales Bloque del Cambio y MVR-UVE (llamada esta última coloquialmente "las morochas") siendo 114 curules para el MVR que es el partido de Chávez y los 53 restante para el resto de formaciones oficialistas. El resultado como se mencionó es debido al retiro de los candidatos de algunos partidos de la oposición.
La abstención electoral alcanzó un 75 por ciento de los votantes inscritos, un aumento de 71 % al compararse con la última elección de este tipo. Según el CNE, un 5,7 % de votos fueron nulos. La oposición argumenta que la gran mayoría de los abstencionistas son opositores que acataron su llamado a no participar, incluso para los observadores internacionales de la OEA y de la Comunidad Europea la abstención fue causa de preocupación y manifestaron sus dudas acerca de la validez de este ejercicio democrático en un comunicado de prensa, pero los funcionarios del gobierno aseguran que la abstención apenas fue ligeramente superior al promedio histórico para este tipo de elecciones.
| Partidos                                        | Votos por Lista      | %     | Escaños |
| ----------------------------------------------- | -------------------- | ----- | ------- |
| Movimiento V República                          | 2 041 293            | 60.0  | 116     |
| Por la Democracia Social                        | 277,482              | 8.2   | 18      |
| Patria Para Todos                               | 197,459              | 6.8   | 10      |
| Partido Comunista de Venezuela                  | 94,606               | 2.7   | 7       |
| LAGO                                            | 61,789               | 1.8   | 2       |
| Unidad Popular Venezolana                       | 46,232               | 1.4   | 1       |
| Tupamaro                                        | 42,893               | 1.2   | 0       |
| Movimiento Electoral del Pueblo                 | 38,690               | 1.1   | 1       |
| Independientes por la Comunidad Nacional        | 30,041               | 0.8   | 0       |
| Movimiento Independiente Ganamos Todos          | 25,710               | 0.8   | 1       |
| Mobare 200-4F                                   | 22,995               | 0.7   | 0       |
| Movimiento Cívico Militantes                    | 21,012               | 0.6   | 0       |
| MIGENTE                                         | 20,482               | 0.6   | 2       |
| La Causa Radical                                | 18,960               | 0.6   | 0       |
| Movimiento Republicano                          | 18,601               | 0.5   | 0       |
| Unión por Derechos Humanos                      | 18,208               | 0.5   | 0       |
| Un Solo Pueblo                                  | 15,981               | 0.5   | 0       |
| Primero Justicia                                | 15,939               | 0.5   | 0       |
| MSN                                             | 14,139               | 0.5   | 0       |
| Gente Emergente                                 | 12,924               | 0.4   | 0       |
| Liga Socialista                                 | 11,930               | 0.4   | 0       |
| Partido Verdad Libre                            | 11,342               | 0.3   | 0       |
| ASIS                                            | 10,515               | 0.3   | 0       |
| Movimiento Unido de Pueblos Indígenas           | 10,493               | 0.3   | 1       |
| UP                                              | 10,515               | 0.3   | 0       |
| Movimiento al Socialismo                        | 9118                 | 0.3   | 0       |
| Frente Independiente Organizado por Portuguesa  | 9042                 | 0.2   | 1       |
| Poder Laboral                                   | 8272                 | 0.2   | 0       |
| Acción Democrática                              | 8000                 | 0.2   | 0       |
| Organización Nacional Democrática Activa        | 7868                 | 0.2   | 0       |
| Acción Agropesquera                             | 7843                 | 0.2   | 0       |
| Fuerza Popular                                  | 6885                 | 0.2   | 0       |
| Copei                                           | 6730                 | 0.2   | 0       |
| MIPN                                            | 6213                 | 0.2   | 0       |
| MIPZ                                            | 6058                 | 0.2   | 0       |
| MIRAG                                           | 5808                 | 0.2   | 0       |
| Proyecto Venezuela                              | 5645                 | 0.2   | 0       |
| RZ2021                                          | 5158                 | 0.2   | 0       |
| Unidad Patriótica de Carabobo                   | 4899                 | 0.2   | 0       |
| Abre Brecha                                     | 4599                 | 0.2   | 1       |
| Total                                           | 3 398 567 (al 100 %) |       | 167     |
| Votantes registrados                            | 14 272 964           | -     |         |
| Votos emitidos (% de votantes registrados)      | 3 604 741            | 25,26 |         |
| Votos válidos (% de votos emitidos)             | 3 398 567            | 94.28 |         |
| Votos inválidos (% de votos emitidos)           | 206,174              | 5.72  |         |
| Abstención (% de votantes registrados)          | 10 668 223           | 74.74 |         |
| Fuentes: Sitio web del CNE y Asamblea Nacional. |                      |       |         |

### Por partido político
| Partido político | Escaños |
| ---------------- | ------- |
| MVR              | 114     |
| PODEMOS          | 15      |
| PPT              | 11      |
| MEP              | 11      |
| PCV              | 8       |
| UPV              | 8       |
| Total            | 167     |

| Votantes   | %     | Notas                          |
| ---------- | ----- | ------------------------------ |
| 10 668 223 | 74,74 | Abstención                     |
| 3 604 741  | 25,26 | Participación                  |
| 14 272 964 | 100   | Total (habilitados para votar) |

| Votos                     | %     | Notas     |
| ------------------------- | ----- | --------- |
| Válidos                   | 94,28 | 3 398 567 |
| Nulos                     | 5,72  | 206 174   |
| Total de votos escrutados | 100   | 3 604 741 |

Fuente: IPU Parline

### Elecciones anteriores
En las anteriores legislativas de 2000 las fuerzas chavistas tenían una mayoría calificada (en torno al 70 %), que se redujo a mayoría absoluta con el 51 %, por la disidencia de algunos parlamentarios que pasaron a la oposición como los diputados del MAS o disidentes del propio MVR aglutinados después en el Partido Solidaridad.

## Política
Con este resultado de 2005, el ejecutivo no tuvo impedimento en sacar adelante la reforma de la constitución, más adelante rechaza en un referéndum, y la ley habilitante propuestas por el presidente Chávez.[cita requerida] Hugo Chávez en febrero de 2006 acusó a la OEA de estigmatizar los resultados de las elecciones y calificó como un "documento sucio" un informe, en el que se expresó preocupación por la desconfianza de parte de los venezolanos por las autoridades electorales.